# バイエルン (競走馬)
バイエルン (Bayern) はアメリカ合衆国の競走馬、種牡馬である。主な勝ち鞍は2014年のブリーダーズカップ・クラシック(GI)、ハスケル招待ステークス(GI)。

## 現役時代
2011年5月3日に誕生。2013年5月のファシグティプトン・ミッドランティック2歳トレーニングセールにて32万ドルで落札される。
2014年1月にデビュー。ケンタッキーダービーには間に合わなかったが、プリークネスステークスには出走し、9着となっている。その後、ウッディスティーヴンスステークスを7馬身半差で制して重賞初制覇。さらに、次戦のハスケル招待ステークスも7馬身1/4差で圧勝してG1初制覇を果たしている。続くトラヴァーズステークスではベルモントステークス勝ち馬トーナリスト（Tonalist）を抑えて1番人気に推されたが、最下位の10着と大敗した。
次戦のペンシルベニアダービーを1:46.96のトラックレコードで制して復活を果たし、強力な3歳世代の一角として迎えたブリーダーズカップ・クラシックは競馬史に残る論争を巻き起こすレースとなった。ゲートが開くとバイエルンが急激に内側に切り込みながら発進。左隣の1番人気シェアードビリーフは激しくぶつけられた形となり位置取りを悪くし、さらに隣の逃げ馬モレノ（Moreno）も不利を受けてハナを奪うことができなかった。代わりに先手を奪ったバイエルンは直線に入っても粘り腰を発揮し、UAEダービー馬トーストオブニューヨーク（Toast of New York）と二冠馬カリフォルニアクロームの同期2頭との横一線の競り合いをハナ差制して1着でゴールした。不利を受けたシェアードビリーフは上位3頭から3馬身半離された4着、モレノは最下位の14着に沈んだ。直ちにスタート直後の事象について審議が行われたが、入選順位の通り確定となった。
この判定に対し、バイエルンを失格にすべきであるという批判意見が殺到した。また、シェアードビリーフに騎乗したマイク・スミス、モレノに騎乗したハビエル・カステリャーノはいずれもスタート後の不利が致命的であったとコメントした。サンタアニタ競馬場の裁決委員は批判意見に対して、シェアードビリーフとモレノが不利を受けたことは認めながらも、4着シェアードビリーフが上位3頭から3馬身半離されての入線であったこともあり、スタート直後の不利が明確に着順に影響を及ぼしたとは認められないと説明した。しかし、モレノが不利を受けたことでバイエルンが楽に先手を奪い、マイペースの逃げを打てたことが勝利に繋がったという見方は根強く、遺恨を残す決着となった。
2015年は不振に陥り、1度も勝利を挙げることができないまま、9月26日のオーサムアゲインステークスで3着後に陣営から現役引退が発表された。

### 競走成績
以下の内容は、Equibaseの情報に基づく。
| 出走日         | 競馬場             | 競走名                           | 格 | 距離   | 着順 | 騎手             | 着差        | 1着（2着）馬          |
| -------------- | ------------------ | -------------------------------- | -- | ------ | ---- | ---------------- | ----------- | --------------------- |
| 2014年01月04日 | サンタアニタ       | 未勝利                           |    | ダ7.5f | 1着  | G.スティーヴンス | 3馬身1/4    | （Rprettyboyfloyd）   |
| 2014年02月13日 | サンタアニタ       | アローワンス                     |    | ダ8f   | 1着  | G.スティーヴンス | 15馬身      | （Tap It Rich）       |
| 2014年04月12日 | オークローンパーク | アーカンソーダービー             | G1 | ダ9f   | 3着  | G.スティーヴンス | 5馬身1/4    | Danza                 |
| 2014年04月26日 | チャーチルダウンズ | ダービートライアルステークス     | G3 | ダ8f   | 2着  | R.ナプラヴニク   | 1位入線降着 | Embellishing Bob      |
| 2014年05月17日 | ピムリコ           | プリークネスステークス           | G1 | ダ9.5f | 9着  | R.ナプラヴニク   | 21馬身      | California Chrome     |
| 2014年06月17日 | ベルモントパーク   | ウッディスティーヴンスステークス | G2 | ダ7f   | 1着  | G.スティーヴンス | 7馬身1/2    | （Top Fortitude）     |
| 2014年07月27日 | モンマスパーク     | ハスケル招待ステークス           | G1 | ダ9f   | 1着  | M.ガルシア       | 7馬身1/4    | （Albano）            |
| 2014年08月23日 | サラトガ           | トラヴァーズステークス           | G1 | ダ9f   | 10着 | M.ガルシア       | 20馬身      | V.E.Day               |
| 2014年09月20日 | パークスレーシング | ペンシルベニアダービー           | G2 | ダ9f   | 1着  | M.ガルシア       | 5馬身3/4    | （Tapiture）          |
| 2014年11月01日 | サンタアニタ       | BCクラシック                     | G1 | ダ10f  | 1着  | M.ガルシア       | ハナ        | （Toast of New York） |
| 2015年05月02日 | チャーチルダウンズ | チャーチルダウンズステークス     | G2 | ダ7f   | 6着  | M.ガルシア       | 11馬身3/4   | Private Zone          |
| 2015年06月06日 | ベルモントパーク   | メトロポリタンハンデキャップ     | G1 | ダ8f   | 10着 | M.ガルシア       | 28馬身1/2   | Honor Code            |
| 2015年07月25日 | デルマー           | サンディエゴハンデキャップ       | G2 | ダ8.5f | 3着  | M.ガルシア       | 1馬身1/4    | Catch a Flight        |
| 2015年08月25日 | デルマー           | パシフィッククラシックステークス | G1 | ダ10f  | 9着  | R.ベハラーノ     | 22馬身1/2   | Beholder              |
| 2015年09月26日 | サンタアニタ       | オーサムアゲインステークス       | G1 | ダ9f   | 3着  | M.ガルシア       | 6馬身3/4    | （Marking）           |

## 種牡馬時代
2016年からヒルンデイルファームで種牡馬入りした。初年度の種付け料は1万5000ドルに設定された。
日本国内では2022年7月9日小倉2Rでマイネルカーライルが勝利して、産駒の初勝利を挙げた。

### 主な産駒
- 2020年産
  - スピードボートビーチ（Speed Boat Beach） - マリブステークス

## 血統表
| バイエルンの血統             | バイエルンの血統                                          | バイエルンの血統                                          | （血統表の出典）                                          | （血統表の出典） |
| 父系                         | ニアークティック系                                        | ニアークティック系                                        | ニアークティック系                                        | [ § 2 ]          |
| 父 Offlee Wild 2000 黒鹿毛   | 父の父Wild Again 1980 黒鹿毛                              | Icecapade                                                 | Nearctic                                                  | Nearctic         |
| 父 Offlee Wild 2000 黒鹿毛   | 父の父Wild Again 1980 黒鹿毛                              | Icecapade                                                 | Shenanigans                                               |                  |
| 父 Offlee Wild 2000 黒鹿毛   | 父の父Wild Again 1980 黒鹿毛                              | Bushel-n-Peck                                             | Khaled                                                    | Khaled           |
| 父 Offlee Wild 2000 黒鹿毛   | 父の父Wild Again 1980 黒鹿毛                              | Bushel-n-Peck                                             | Dama                                                      |                  |
| 父 Offlee Wild 2000 黒鹿毛   | 父の母Alvear 1989 黒鹿毛                                  | Seattle Slew                                              | Bold Reasoning                                            | Bold Reasoning   |
| 父 Offlee Wild 2000 黒鹿毛   | 父の母Alvear 1989 黒鹿毛                                  | Seattle Slew                                              | My Charmer                                                |                  |
| 父 Offlee Wild 2000 黒鹿毛   | 父の母Alvear 1989 黒鹿毛                                  | Andover Way                                               | His Majesty                                               | His Majesty      |
| 父 Offlee Wild 2000 黒鹿毛   | 父の母Alvear 1989 黒鹿毛                                  | Andover Way                                               | On the Trail                                              |                  |
| 母 Alittlebitearly 2002 栗毛 | 母の父*サンダーガルチ Thunder Gulch 1992 栗毛             | Gulch                                                     | Mr. Prospector                                            | Mr. Prospector   |
| 母 Alittlebitearly 2002 栗毛 | 母の父*サンダーガルチ Thunder Gulch 1992 栗毛             | Gulch                                                     | Jameela                                                   |                  |
| 母 Alittlebitearly 2002 栗毛 | 母の父*サンダーガルチ Thunder Gulch 1992 栗毛             | Line of Thunder                                           | Storm Bird                                                | Storm Bird       |
| 母 Alittlebitearly 2002 栗毛 | 母の父*サンダーガルチ Thunder Gulch 1992 栗毛             | Line of Thunder                                           | Shoot a Line                                              |                  |
| 母 Alittlebitearly 2002 栗毛 | 母の母Aquilegia 1989 栗毛                                 | Alydar                                                    | Raise a Native                                            | Raise a Native   |
| 母 Alittlebitearly 2002 栗毛 | 母の母Aquilegia 1989 栗毛                                 | Alydar                                                    | Sweet Tooth                                               |                  |
| 母 Alittlebitearly 2002 栗毛 | 母の母Aquilegia 1989 栗毛                                 | Courtly Dee                                               | Never Bend                                                | Never Bend       |
| 母 Alittlebitearly 2002 栗毛 | 母の母Aquilegia 1989 栗毛                                 | Courtly Dee                                               | Tulle                                                     |                  |
| 母系(F-No.)                  | Courtly Dee系(FN:A4)                                      | Courtly Dee系(FN:A4)                                      | Courtly Dee系(FN:A4)                                      | [ § 3 ]          |
| 5代内の近親交配              | Native Dancer5×5＝6.25%、Raise a Native5･4（母内）＝9.38% | Native Dancer5×5＝6.25%、Raise a Native5･4（母内）＝9.38% | Native Dancer5×5＝6.25%、Raise a Native5･4（母内）＝9.38% | [ § 4 ]          |
| 出典                         | 1. 2. 3. 4.                                               | 1. 2. 3. 4.                                               | 1. 2. 3. 4.                                               | 1. 2. 3. 4.      |

- 母母Aquilegiaは米国で重賞を2勝を含む8勝の競走成績を残している[10]。
- 近親には日本の重賞勝ち馬であるラビットラン、アサクサゲンキがいる[10]。